# Артена (Рим)
Артена (итал. Artena) је насеље у Италији у округу Рим, региону Лацио.
Према процени из 2011. у насељу је живело 10805 становника. Насеље се налази на надморској висини од 297 м.

## Становништво
Према резултатима пописа становништва 2011. у општини је живело 13.665 становника.
| 1936. | 1951. | 1961. | 1971. | 1981. | 1991.  | 2001.  | 2011.  |
| ----- | ----- | ----- | ----- | ----- | ------ | ------ | ------ |
| 6.343 | 7.423 | 7.902 | 8.783 | 9.819 | 10.731 | 11.828 | 13.665 |

## Партнерски градови
- Alcalá del Río